# Серба, Елена Михайловна
Еле́на Миха́йловна Се́рба (род. 20 июля 1972 года) — российский учёный, специалист в области пищевой биотехнологии, доктор биологических наук, профессор РАН (2016), член-корреспондент РАН (2019).

## Биография, карьера
Окончила Московский технологический институт пищевой промышленности по специальности «биотехнология» (1994) и поступила на работу во Всероссийский научно-исследовательский институт пищевой биотехнологии (в настоящее время — ВНИИПБТ — филиал ФГБУН «ФИЦ питания и биотехнологии»).
В 2005 г. защитила кандидатскую диссертацию, в 2015 г. — докторскую по специальности 03.01.06. «биотехнология (в том числе бионанотехнологии)».
В 2010 году присвоено ученое звание доцента по специальности «биотехнология пищевых продуктов», 2016 г. — почётное звание «Профессор РАН».
Заместитель директора по научной работе ВНИИПБТ (с 2017). Профессор кафедры биотехнологии и технологии продуктов биоорганического синтеза Московского государственного университета пищевых производств (МГУПП).

## Научная деятельность
Научная деятельность посвящена фундаментальным и прикладным исследованиям в области глубокой переработки сельскохозяйственного сырья и вторичных биоресурсов в производствах спирта, биоэтанола, ферментов, белково-аминокислотных ингредиентов и биологически активных добавок пищевого и кормового назначения.
Автор более 200 научных работ, из них 26 в журналах, входящих Web of Science или Scopus, 4 монографии и 10 патентов (по состоянию на 2020 год).
Избранные[кем?] труды
- Биотехнологические основы комплексной переработки зернового сырья и вторичных биоресурсов в этанол и белково-аминокислотные добавки // Москва, ВНИИПБТ, 2015, 133 с., ISBN 978-5-9006592-49-1.
- Биотехнологические основы микробной конверсии концентрированного зернового сусла в этанол // Монография. — М.: Библиоглобус, 2017. — 120 с., ISBN 978-5-9500501-6-9, DOI 10.18334/9785950050169.
- Разработка национальных стандартов по методам определения активности ферментных препаратов // Пищевая промышленность. 2013. № 7. С. 40-44.
- Ферментные препараты и биокаталитические процессы в пищевой промышленности // Вопросы питания. 2017. Т. 86. № 5. С. 63-74.
- Исследование ионного состава биомассы aspergillus oryzae- продуцента гидролитических ферментов // Микология и фитопатология. 2019. Т. 53. № 2. С. 95-100.